# Anton de Bary
Heinrich Anton de Bary, född 26 januari 1831 i Frankfurt am Main, död 19 januari 1888 i Strassburg, var en tysk botaniker.
de Bary studerade medicin vid universiteten i Heidelberg, Marburg och Berlin (vid det sistnämnda huvudsakligen botanik) och slog sig efter sin promotion 1853 ned som praktiserande läkare i sin födelsestad. År 1854 blev han docent i botanik i Tübingen och blev året därpå professor i detta ämne vid universitetet i Freiburg im Breisgau samt 1866 till Halle an der Saale. Då universitetet i Strassburg 1872 återupprättades, blev han professor där. 
de Bary var en av sin tids banbrytande forskare över de lägre växternas, företrädesvis algernas och svamparnas organisation, utveckling och levnadssätt, varöver han utgav bland annat Untersuchungen über die Brandpilze (1853), till vilken ansluter sig Untersuchungen über die Familie der Conjugaten (1858), Die Mycetozoen (1859 och 1864), Recherches sur le développement de quelques champignons parasites (1863), Morphologie und Physiologie der Pilze, Flechten und Myxomyceten (1866), samt vidare bland annat Beiträge zur Morphologie und Physiologie der Pilze (1864–82, fem band, delvis tillsammans med Michail Voronin) och Vergleichende Morphologie und Biologie der Pilze, Mycetozoen und Bakterien (1884), Vorlesungen über Bakterien (1885, andra upplagan 1887).
Även för kännedomen om de högre växternas anatomi var Bary av stor betydelse genom sin stora samlande och sovrande Vergleichende Anatomie der Vegetationsorgane der Phanerogamen und Farne (1877), en handbok i deskriptiv växtanatomi. Åren 1866–87 redigerade han "Botanische Zeitung".  Han invaldes som utländsk ledamot av svenska Vetenskapsakademien 1877. Auktorsnamnet De Bary kan användas för Anton de Bary i samband med ett vetenskapligt namn inom botaniken; se Wikipediaartiklar som länkar till auktorsnamnet.